# Mollock River
Der Mollock River ist ein Fluss im Osten von Dominica im Parish Saint David.

## Geographie
Der Mollock River ist ein Quellbach des River Bibiay. Er entspringt in einem Süd-Ausläufer des Morne Jaune (Mollock) und verläuft stetig nach Osten. Nach kurzem Verlauf mündet er in den River Bibiay. Der Fluss ist ca. 1,3 km lang.